# Wilemania fuscomarginata
Wilemania fuscomarginata là một loài bướm đêm trong họ Geometridae.